# República Autônoma Talysh-Mugan
Talysh-Mughan, oficialmente conhecida como República Autônoma Talysh-Mughan (língua talish: Толъш-Мъғонә Мохтарә Республикә, Tolış-Mığonə Muxtara Respublika), foi uma república autônoma efêmera no Azerbaijão que durou de junho a agosto de 1993.
Esteve localizada no sudeste do Azerbaijão, prevendo consistir em sete distritos administrativos do Azerbaijão em torno da capital regional Lankaran: cidade de Lankaran, o distrito de Lankaran, Lerik, Astara, Masally, Yardymli, Jalilabad, Bilasuvar. Historicamente, a área foi um canato. A bandeira da República Autônoma Talysh-Mughan e a bandeira moderna de Talysh são tricolores verticais de vermelho, branco e verde com um sol nascente centralizado sobre o mar azul.

## Turbulência política
A república autônoma foi proclamada em meio à turbulência política no Azerbaijão. Em junho de 1993, uma rebelião militar contra o presidente Abulfaz Elchibey eclodiu sob a liderança do coronel Surat Huseynov. O coronel Alikram Hummatov, um associado próximo de Huseynov e líder dos nacionalistas Talysh, tomou o poder na parte sul do Azerbaijão e proclamou a nova república em Lankaran, aumentando a violência. No entanto, à medida que a situação se acalmou e Heydar Aliyev subiu ao poder no Azerbaijão, a República Autônoma Talysh-Mughan, que não conseguiu obter nenhum apoio público significativo, foi rapidamente suprimida.
Alikram Hummatov teve que fugir de Lankaran, quando cerca de 10.000 manifestantes se reuniram do lado de fora de sua sede na cidade para exigir sua deposição.
Alguns observadores acreditam que esta revolta foi parte de uma conspiração maior para trazer de volta ao poder o ex-presidente Ayaz Mütallibov.
Hummatov foi preso e inicialmente recebeu uma sentença de morte que foi posteriormente comutada para prisão perpétua. Em 2004, ele foi perdoado e liberado da custódia sob pressão do Conselho da Europa. Foi autorizado a imigrar para a Europa após fazer uma promessa pública de não se envolver em política. No entanto, aqueles que estavam envolvidos na proclamação da autonomia dizem que sempre imaginaram a república autônoma como parte constituinte do Azerbaijão.

## Leitura complementar
- Storm, Karli (2024). «'Diffuse Support' and Authoritarian Regime Resilience: Azerbaijanism vis-à-vis Azerbaijan's Talysh Minority». Caucasus Survey: 1–26. doi:10.30965/23761202-bja10034